# William Orpen
| |  |  |
| William Orpen, links: portret door George Charles Beresford, 1903, rechts: Zelfportret met bril, 1907, Mildura Arts Centre, Victorian Collections (Australië) |  |  |

Sir William Newenham Montague Orpen, KBE (Stillorgan, County Dublin, 27 november 1878 - Londen 29 september 1931) was een Iers kunstschilder.

## Leven en werk
Orpen was de zoon van een Iers advocaat. Hij studeerde aan de Metropolitan School in Dublin en vervolgens aan de Slade School of Fine Art in Londen, waar hij bevriend raakte met Augustus John.
In 1899 kreeg Orpen voor het eerst waardering en won een prijs met zijn allegorische schilderij Play Scene from Hamlet. In 1902 opende hij met Augustus John een atelier in Chelsea. Mede door aanbevelingen van John Singer Sargent groeide hij in de tijd daarop volgend uit tot een van de meest gevraagde portretschilders in Londen. Daarnaast maakte hij ook experimentele zelfportretten, vaak met een dramatische uitstraling. Tegelijkertijd schilderde hij veel werk met impressionistische motieven. Regelmatig reisde hij naar Ierland om er te werken. Zijn schilderijen uit die periode worden thans gerekend tot de Ierse Renaissance, een culturele opleving in zijn geboorteland aan het begin van de twintigste eeuw. Na de Paasopstand van 1916, die hij zag als landverraad, zou hij Ierland echter nooit meer betreden.
Tijdens de Eerste Wereldoorlog trad Orpen in dienst als officieel oorlogsschilder, in het kader van een “War-Artist-Project”. In 1917 reisde hij langs het westelijk front en schilderde de ontluisterende slagvelden, maar ook veel officiële portretten van officieren en politici. Na afloop van de oorlog was hij als schilder aanwezig bij de ondertekening van de Vrede van Versailles (1919), waarvan hij een enorm doek maakte, thans te bezichtigen in het Imperial War Museum te Londen.
Orpen was diep getroffen door wat hij tijdens de oorlog had gezien, publiceerde zijn herinneringen en bleef ook in zijn latere leven nog veel oorlogsschilderijen maken. Bij de expositie van zijn schilderij To the Unknown British Soldier in France in de Royal Academy of Arts kwam het tot een klein schandaal omdat hij een doodskist in het Paleis van Versailles, met de Britse vlag erop, liet flankeren door twee halfnaakte soldaten. Uiteindelijk heeft hij deze beide soldaten overschilderd en werd het schilderij ook geaccepteerd door het Imperial War Museum.
Orpen overleed in 1931 te Londen, op 52-jarige leeftijd. Tijdens zijn leven had hij meer dan zeshonderd portretten geschilderd.
Op het Iers Vredespark in het Zuid-Belgische Mesen bevindt zich, ter herinnering aan de Eerste Wereldoorlog, een herinneringssteen met de volgende tekst van Orpen: I mean the simple soldier man, who when the Great War first began, just died, stone dead from lumps of lead, in mire.

## Galerij

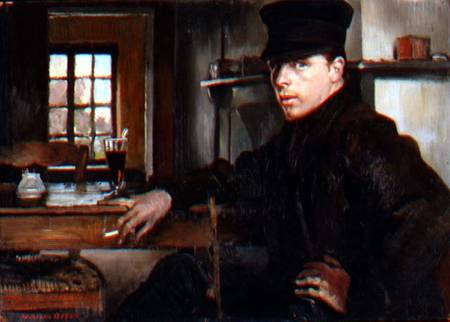
A Bitter Curaçao, 1900, Johannesburg Art Gallery
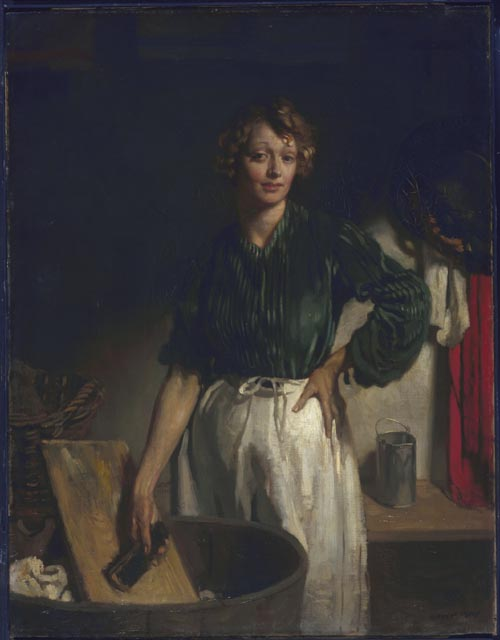
Lottie of Paradise Walk, 1905
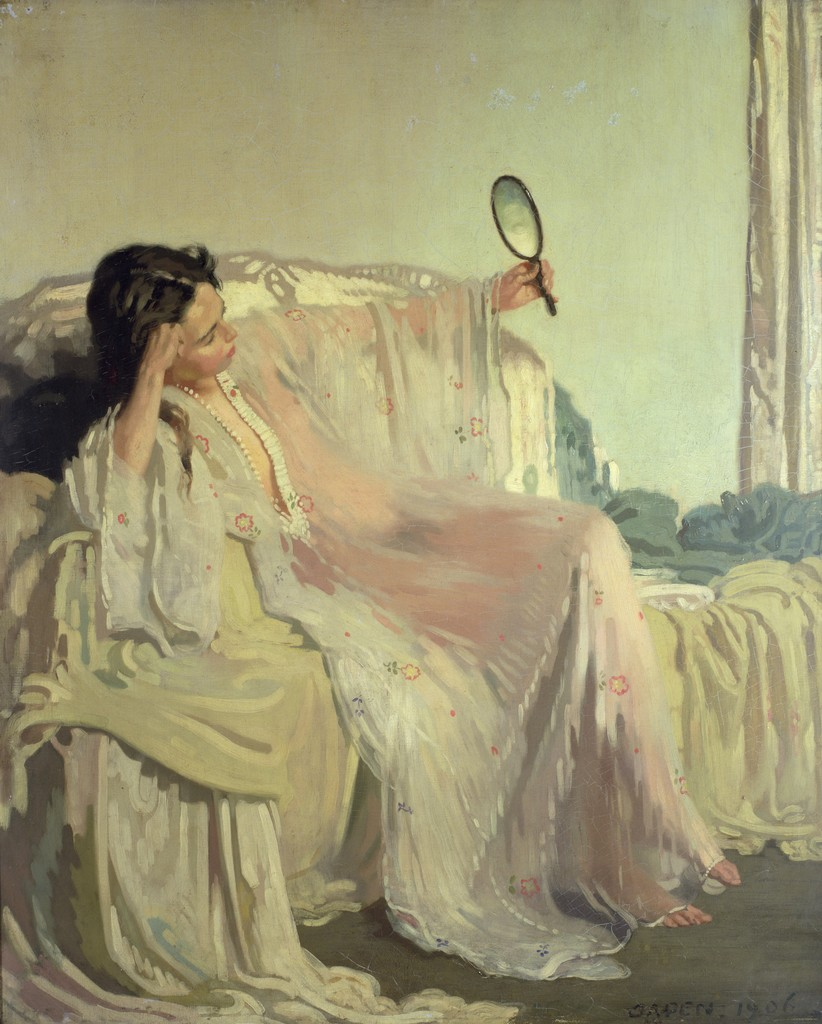
The Eastern Gown (1906), The Atkinson, Southport (Merseyside)
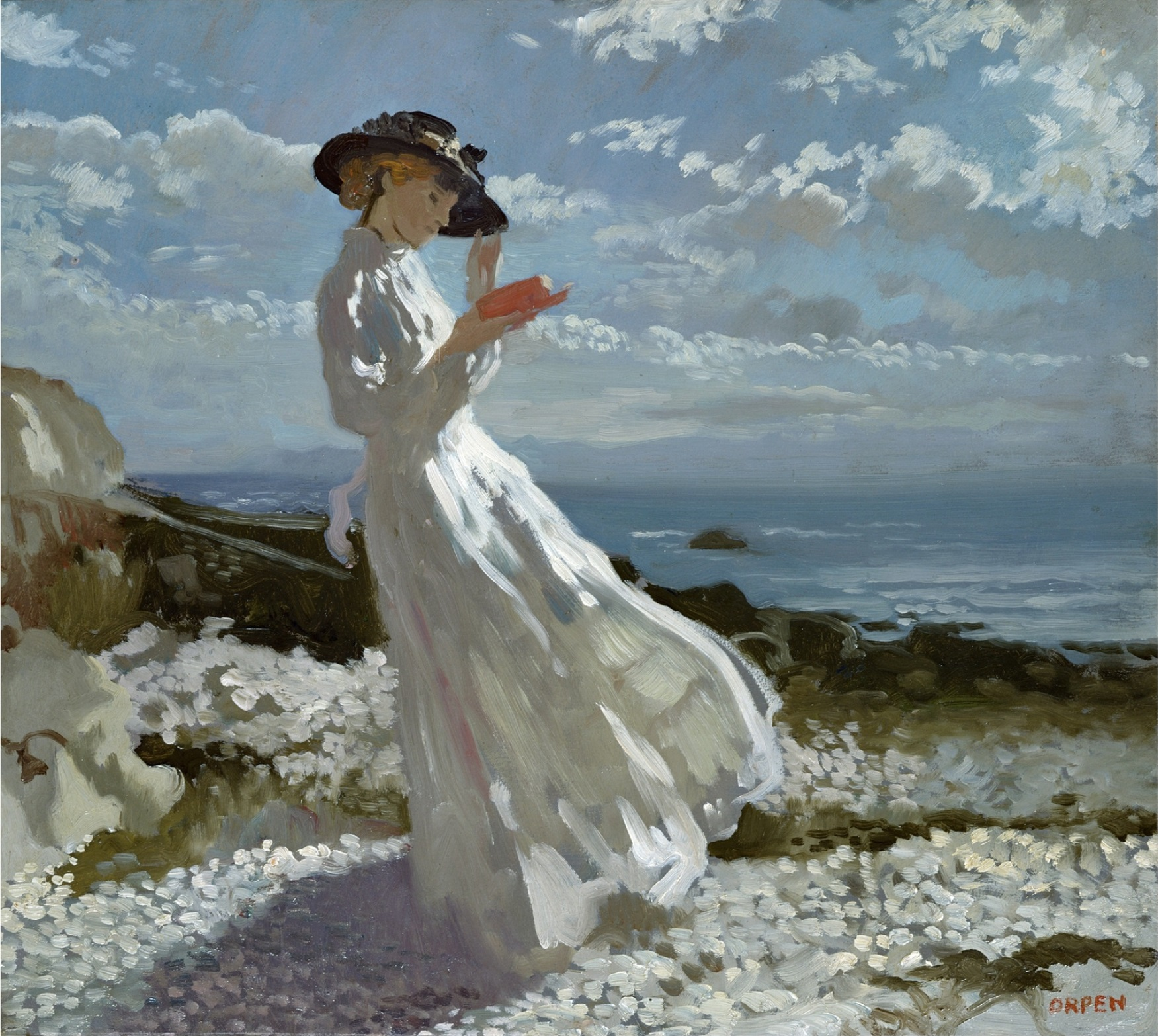
Grace reading at Howth Bay, ca. 1910
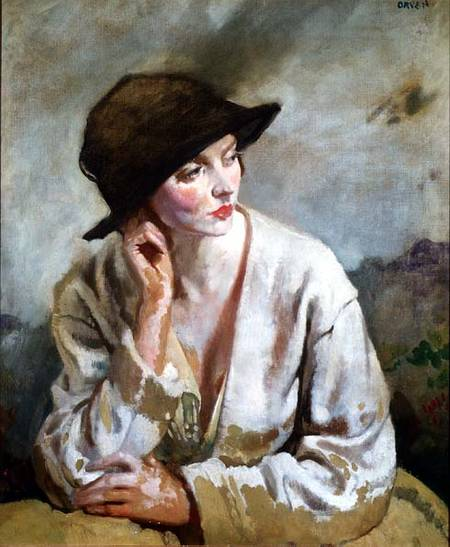
Portrait of Miss Sinclair
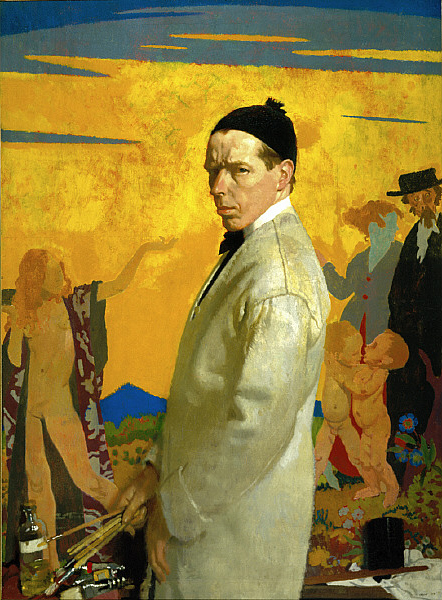
Zelfportret, 1913, Saint Louis Art Museum
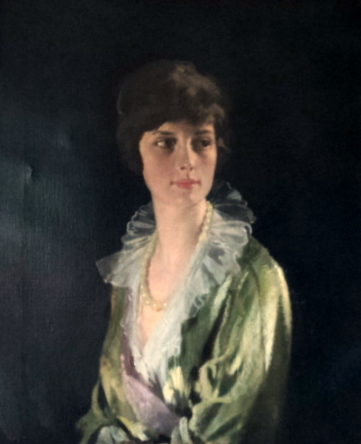
Portrait of Lily Carstairs, 15 juli 1914
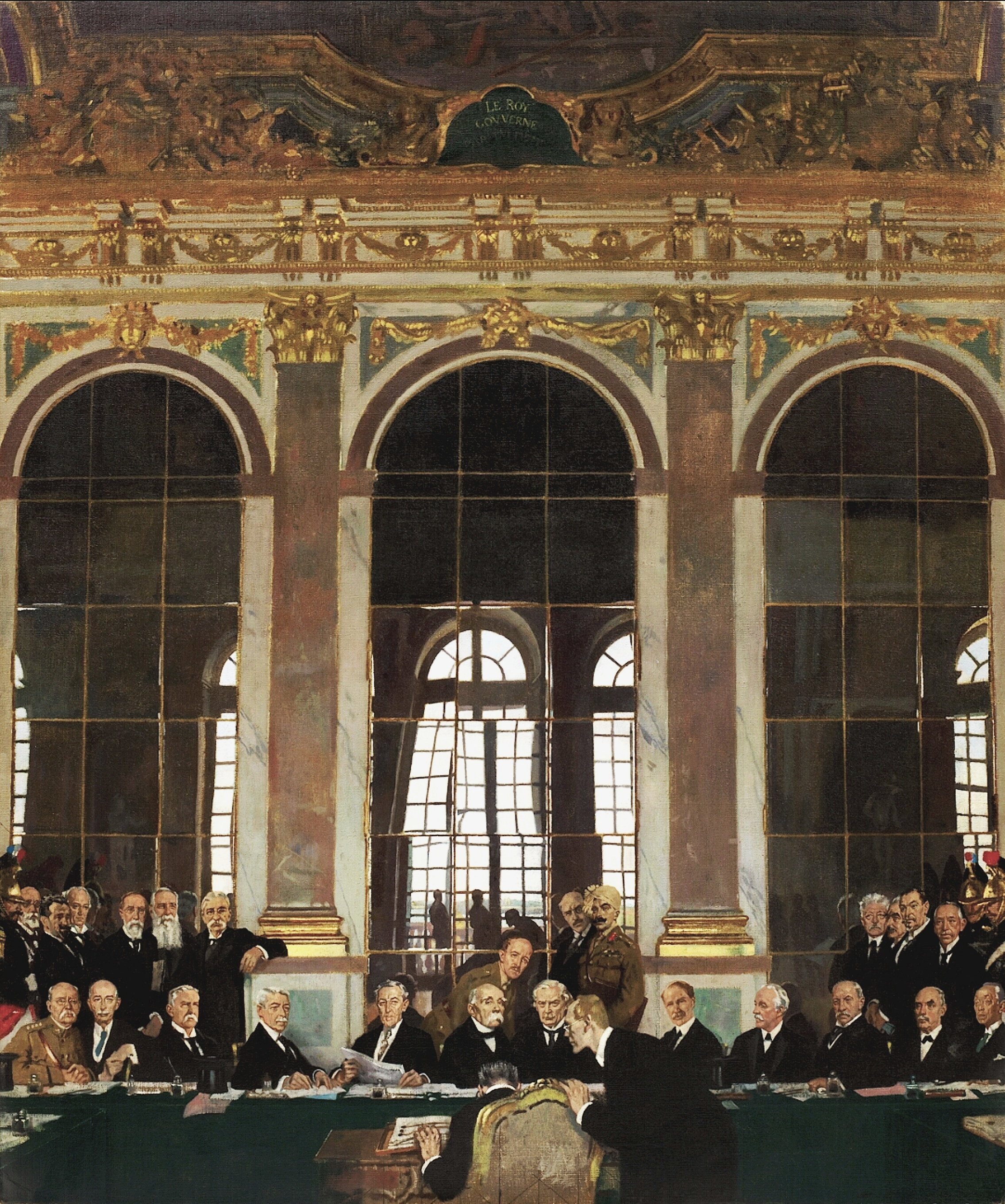
The Signing of Peace in the Hall of Mirrors, Versailles, 1919, Imperial War Museum, Londen
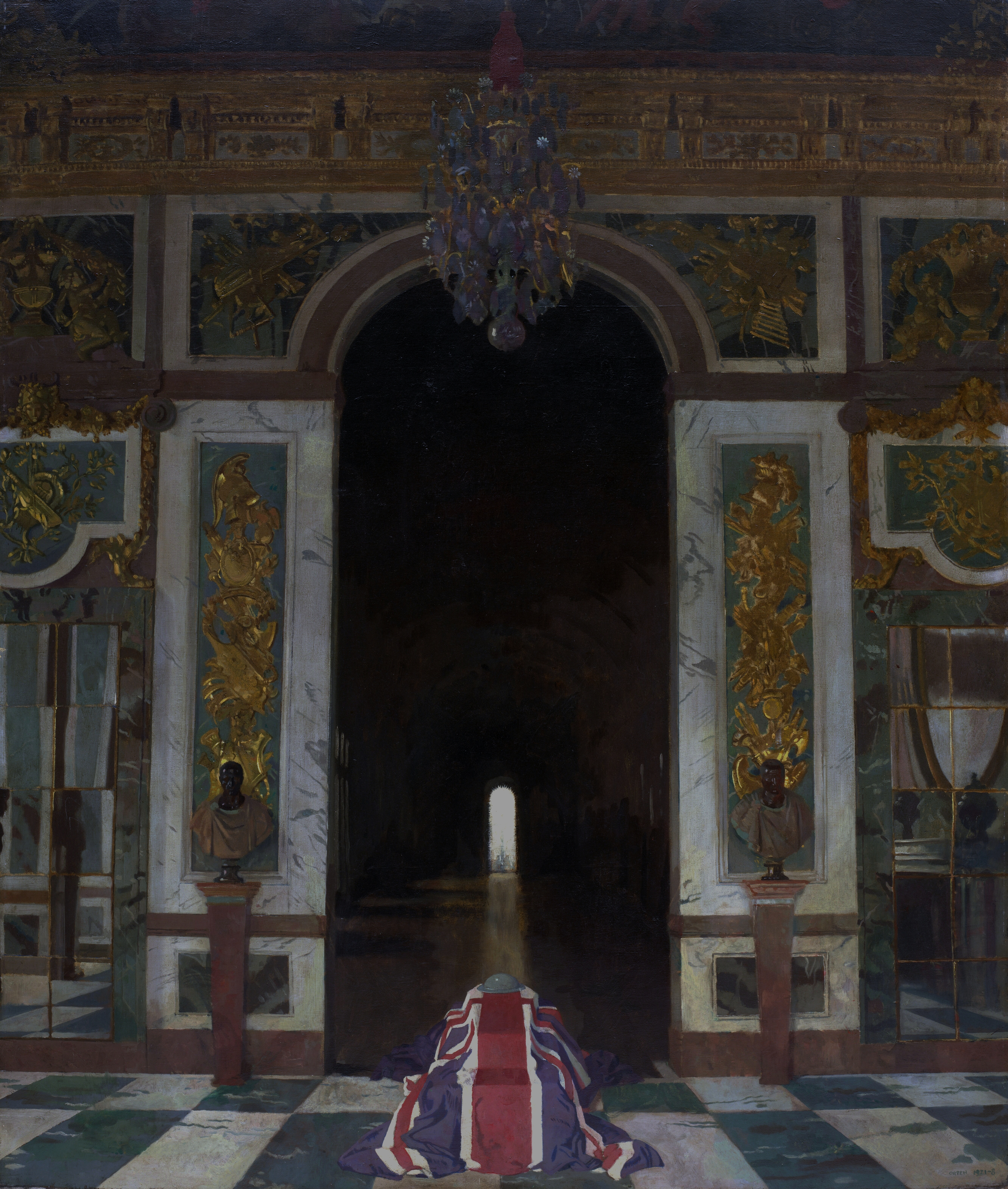
To the Unknown British Soldier in France, 1928, Imperial War Museum, Londen
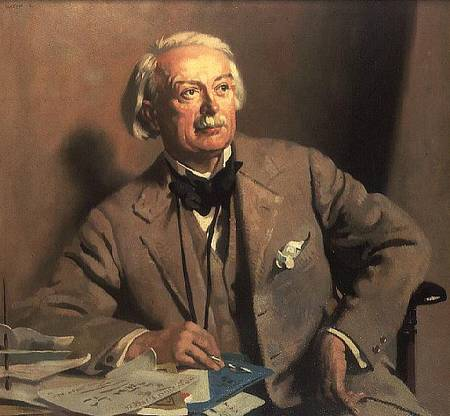
Portret van David Lloyd George, 1927, National Portrait Gallery, Londen

## Noot
1. ↑  Kwalificatie van Bruce Arnold: William Orpen 1878-1931 (Lives of Irish Artist). 1991

- Auckland Art Gallery Toi o Tāmaki: 282
- Art Gallery of South Australia: 2864
- Bibliothèque nationale de France: cb14407467g (data)
- Gemeinsame Normdatei: 129993557
- International Standard Name Identifier: 0000 0000 8092 9602
- KulturNav: 1de0fad6-7a66-4e75-a8e2-dd0f20cb8a41
- Library of Congress Control Number: n81102759
- National Gallery of Victoria: 1149
- Nationale Bibliotheek van Tsjechië: xx0228797
- Nationale bibliotheek van Australië: 36313528
- Nationale Bibliotheek van Israël: 987007278992405171
- Nederlandse Thesaurus van Auteursnamen: 149012721
- RKD-Nederlands Instituut voor Kunstgeschiedenis: 60962
- LIBRIS: 255833
- SNAC: w6dj6z6m
- Système universitaire de documentation: 09355401X
- Museum of New Zealand Te Papa Tongarewa: 1737
- Trove: 1245265
- Union List of Artist Names: 500012943
- Virtual International Authority File: 13403558
- WorldCat: E39PBJhd4QCFpqqYd37mpcwgrq